# Parc des expositions d'Angers
Le parc des expositions d'Angers est un complexe destiné aux expositions, foires et manifestations événementielles au nord d'Angers. Il est situé sur la commune de Verrières-en-Anjou, sur le territoire de la commune déléguée de Saint-Sylvain-d'Anjou.

## Historique
Bâti dans les années 1980 à l'emplacement d'un hypermarché, sur un espace de 40 hectares, il ouvre le 24 mai 1985.

## Description
Le parc des expositions accueille 600 000 visiteurs et plus de 300 évènements par an. Avec 27 000 m2 de surface d'exposition, c'est l'un des plus importants parcs des expositions du grand Ouest.
Le site se compose de cinq bâtiments modulables :
- Amphitéa, salle modulable de 4 000 m2 de surface carrelé allant, dans sa configuration concert, jusqu'à 7 500 places ;
- Galerie d'exposition, 800 m2 ;
- Grand palais, 11 400 m2 ;
- Novaxia, 2 800 m2 sur deux niveaux ;
- Ardesia, 4 000 m2 avec hall d'accueil de 250 m2 ;
- Hall C, 4 500 m2.

Quatre terrasses extérieurs d'exposition et huit parkings.

## Localisation
Le parc est accessible par les autoroutes A11 et A87 (rocade d'Angers), près de l'échangeur de Gâtignolle.
En transport en commun, l'accès se fait par la ligne 2 du bus d'Angers.

## Manifestations majeures
Principales manifestations s'y déroulant en 2010 :
- Nuit de la Ste Cécile - Gala des Arts et Métiers ;
- Foire d'Angers ;
- La Nuit Angevine (soirée étudiante) ;
- Salon de l'habitat et de l'immobilier ;
- Salon des vins de Loire ;
- Salon de la Fistinière ;
- Salon habitat sain ;
- Salon maison bois ;
- Salon national des antiquaires d'Angers.

## Administration
Le parc des expositions est géré par l'agence Destination Angers, une société publique locale (SPL) issue du regroupement des deux sociétés d’économie mixte Angers Loire Tourisme et Angers Expo Congrès. Cette société gère également le centre de congrès d'Angers et l'Office de Tourisme d'Angers.